# Steelheart (álbum)
Steelheart es el álbum debut de la banda estadounidense de glam metal Steelheart, publicado el 10 de mayo de 1990 y relanzado con una nueva carátula en 1991. Alcanzó la posición #40 en la lista de éxitos Billboard 200.  El álbum logró la certificación de disco de oro otorgada por la RIAA en 1991. Contiene el éxito "She's Gone", la canción más reconocida de la agrupación.
El disco fue producido Mark Opitz y Bruce Dickinson (productor estadounidense, no confundirlo con Bruce Dickinson, cantante de la agrupación británica Iron Maiden).

## Lista de canciones
1. "Love Ain't Easy" – 3:41 (Michael Matijevic, James Ward)
2. "Can't Stop Me Lovin' You" – 5:06 (Matijevic)
3. "Like Never Before" – 4:45 (Matijevic, Ward)
4. "I'll Never Let You Go" – 5:06 (Matijevic)
5. "Everybody Loves Eileen" – 6:20 (Matijevic, Ward)
6. "Sheila" – 7:40 (Ward)
7. "Gimme Gimme" – 5:23 (Matijevic, Ward)
8. "Rock'N Roll (I Just Wanna)" – 4:10 (Matijevic, Ward)
9. "She's Gone (Lady)" – 6:35 (Matijevic)
10. "Down n' Dirty" – 6:42 (Matijevic, Ward)

## Créditos
- Michael Matijevic - voz
- Chris Risola - guitarra
- Frank DiCostanzo - guitarra
- James Ward - bajo
- John Fowler - batería
- Zael Ahmad - coros
- Yazid Khan - violín

## Posicionamiento
Álbum - Billboard (Norteamérica)
| Año  | Lista             | Posición |
| ---- | ----------------- | -------- |
| 1991 | The Billboard 200 | 40       |